# Comuna Verhnea Vîznîțea, Muncaci
Verhnea Vîznîțea (în ucraineană Верхня Визниця) este o comună în raionul Muncaci, regiunea Transcarpatia, Ucraina, formată din satele Klocikî, Lisarnea și Verhnea Vîznîțea (reședința).

## Demografie
Componența lingvistică a comunei Verhnea Vîznîțea
     Ucraineană (99,01%)
     Alte limbi (0,89%)
Conform recensământului din 2001, majoritatea populației comunei Verhnea Vîznîțea era vorbitoare de ucraineană (99,01%), existând în minoritate și vorbitori de alte limbi.